# Ambroz Vlahov
O. Ambroz Vlahov, OFMConv (Prvić, 1895. – Zagreb, 20. travnja 1977.) bio je hrvatski katolički svećenik i franjevac koventualac.

## Životopis

### Mladost i školovanje
Rođen je na otoku Prviću kod Šibenika 1895. godine. Ulazi u red franjevaca konventualaca i prve redovničke zavjete polaže na Cresu 1912. godine. Teologiju je studirao u Innsbrucku, gdje je 1918. godine zaređen za svećenika.

### Pastoralna služba
Godine 1920. dolazi u Zagreb, gdje ostaje sve do 1946. godine. Službovao je kao kapelan u župi sv. Blaža, kateheta u Krajiškoj školi, a zatim u školi na Sv. Duhu. Uz to bio je aktivan u katoličkim društvima. Bio je upravitelj Trećeg reda sv. Franje, duhovnik Orlova i Orlića, potom Križara i Križarica, te voditelj katoličkih muževa i žena. Povrh toga bio je voditelj izgradnje zavjetne crkve sv. Antuna, pa je za tu svrhu pokrenuo i unapređivao mjesečnik Svetište sv. Antuna, koji je izlazio 16 godina. Bio je prijatelj i suradnik Ivana Merza, koji je često dolazio na Sv. Duh i pomagao o. Ambrozu u njegovom apostolskom radu.
Od 1940. do 1945. godine o. Ambroz bio je provincijal Hrvatske provincije sv. Jeronima franjevaca konventualaca, a nakon rata službovao je u Pančevu i Petrovaradinu. Od 1948. do 1954. godine bio je u zatvoru u Staroj Gradiški. Nakon zatvora službuje u Petrovaradinu i Splitu, a posljednje godine života provodi u Zagrebu. Preminuo je 20. travnja 1977. godine u samostanu franjevaca konventualaca na sv. Duhu u Zagrebu. Svečane sprovodne obrede na zagrebačkom groblju Mirogoj predvodio je zagrebački nadbiskup Franjo Kuharić.
O. Ambroz bio je poznat kao uzoran redovnik koji se odlikovao velikim žarom molitve i radinosti, posebnom pobožnošću prema Bezgrešnoj (želio je u Hrvatskoj osnovati, poput o. Kolbea, hrvatski grad Bezgrešne), ljubavlju prema bližnjemu, te ustrajnim ispovijedanjem i vodstvom duša. 

## Vanjske poveznice
Mrežna mjesta
- Pred stotinu godina, www.ofmconv.hr
- Spomen na blagoslov samostana  Arhivirana inačica izvorne stranice od 21. kolovoza 2021. (Wayback Machine), www.sv-antun.hr